# 奇纳卡姆帕拉耶姆
奇纳卡姆帕拉耶姆（Chinnakkampalayam），是印度泰米尔纳德邦Erode县的一个城镇。总人口10837（2001年）。

## 人口
该地2001年总人口10837人，其中男性5539人，女性5298人；0—6岁人口938人，其中男498人，女440人；识字率52.45%，其中男性为60.14%，女性为44.41%。